# Osmund Menghin
Osmund Menghin (* 22. Juni 1920 in Wien; † 19. Juli 1989 in Innsbruck) war ein österreichischer Prähistoriker.

## Leben
Geboren als Sohn des Prähistorikers und Volkskundlers Oswald Menghin, promovierte er 1947 an der Universität Innsbruck mit einer philosophischen Dissertation über „Studien zur Entwicklungslehre und Begriffsbildung in der Urgeschichte der Kultur“. 1957 habilitierte sich Menghin in Innsbruck mit seiner Schrift „Untersuchungen zur Urgeschichte Tirols“ und wurde zum Universitätsdozent ernannt; 1968 zum a.o. Universitäts-Professor und 1972 zum Leiter der Abteilung Ur- und Frühgeschichte des Alpenraumes an der Universität Innsbruck. Menghin widmete sich vorwiegend der Ur- und Frühgeschichte des Alpenraumes, insbesondere Tirols.
Menghin war Inhaber zahlreicher Ehrungen und seit 1948 ordentliches Mitglied der Anthropologischen Gesellschaft in Wien, seit 1975 korrespondierendes Mitglied der Österreichischen Arbeitsgemeinschaft für Ur- und Frühgeschichte (Wien) sowie ab 1969 Mitglied der Freimaurerloge Zu den 3 Bergen.
Der österreichische Schulmann, Heimatforscher und Schriftsteller Alois Menghin (1856–1918) war der Großvater Osmund Menghins.

## Schriften (Auswahl)
- mit Adolf Rosenauer: Der römerzeitliche Grabfund von Weissenbach im Lechtal (= Schlern-Schriften. 94, ZDB-ID 503740-2). Wagner, Innsbruck 1952.
- Zur Historisierung der Urgeschichte Tirols. In: Tiroler Heimat. Band 25, 1961, S. 5–39, (Auch in: Beiträge zur Geschichte Tirols. Festgabe des Landes Tirol zum 11. Österreichischen Historikertag in Innsbruck vom 5.–8. Oktober 1971. Kulturabteilung der Tiroler Landesregierung, Innsbruck 1971,  S. 7–35).
- mit Oswald von Gschliesser, Hans Kramer, Georg Mutschlechner, Fritz Steinegger: Bergisel-Buch. Wagner, Innsbruck 1964.
- Das wissenschaftliche Bild von der frühen Menschheit. In: Roland Pechlaner (Hrsg.): Festschrift Otto Steinböck (= Berichte des Naturwissenschaftlich-medizinischen Vereins Innsbruck. 56). Wagner, Innsbruck 1968, S. 475–491, (Volltext (PDF-Datei; 1,27 MB)).
- mit Reineider Kneussl, Werner Kneussl: Beiträge zur Urgeschichte Tirols (= Innsbrucker Beiträge zur Kulturwissenschaft. Sonderheft. 29, ISSN 0537-7269). Innsbrucker Gesellschaft zur Pflege der Geisteswissenschaften u. a., Innsbruck 1969.
- Die Räter in Tirol. In: Der heutige Stand der Räterforschung in geschichtlicher, sprachlicher und archäologischer Sicht (= Schriftenreihe des Rätischen Museums Chur. 10, ZDB-ID 1007350-4). s. n., Basel 1971, S. 35–44.
- Beiträge im Lexikon der ur- und frühgeschichtlichen Fundstätten Österreichs, 1965; im Handbuch der historischen Stätten Österreichs, Band 2, 1966 und der Festschrift Leonhard C. Franz zum 70. Geburtstag, 1965.